# Grlava
Grlava este o localitate din comuna Ljutomer, Slovenia, cu o populație de 111 locuitori.